# Hồ Deining
Hồ Deininger, là một hồ đầm lầy, nằm về phía Nam của München thuộc xã Straßlach-Dingharting. Hồ này là một khu vực tiêu khiển, ta có thể thấy những dấu vết của thời suối băng. Với độ sâu chỉ 1,80 m nước trở nên ấm rất nhanh, vì vậy nó là một nơi thăm viếng rất được ưa chuộng. Hồ rộng khoảng 100 m, có chiều dài 260 m, xung quanh hồ phần lớn là cây sồi hoặc cây Dẻ gai châu Âu. Còn thì trong rừng đa số là cây thông. Một phần của hồ thuộc khu vực bảo tồn thiên nhiên.

## Hình ảnh

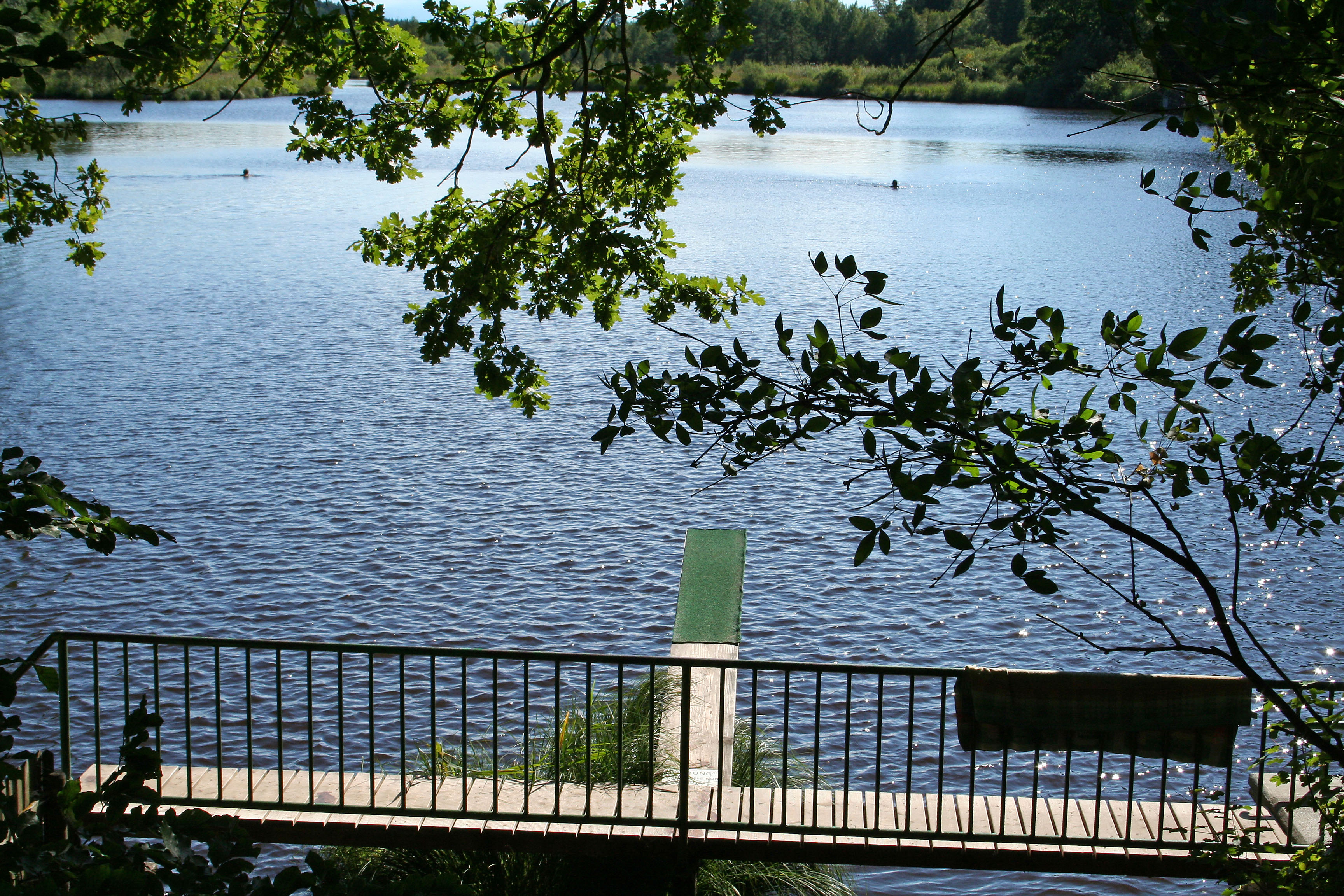
Cầu nhảy
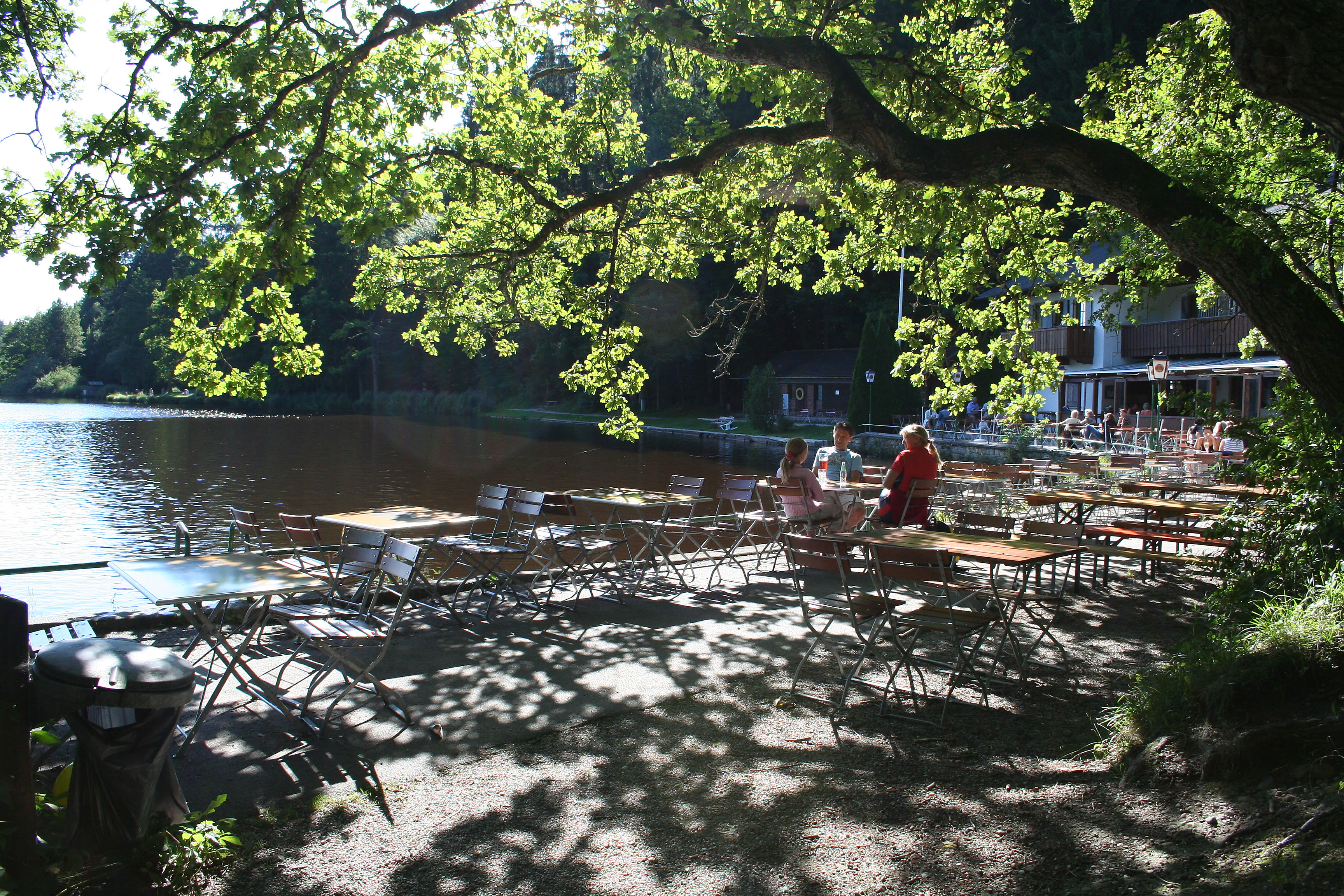
quán ăn
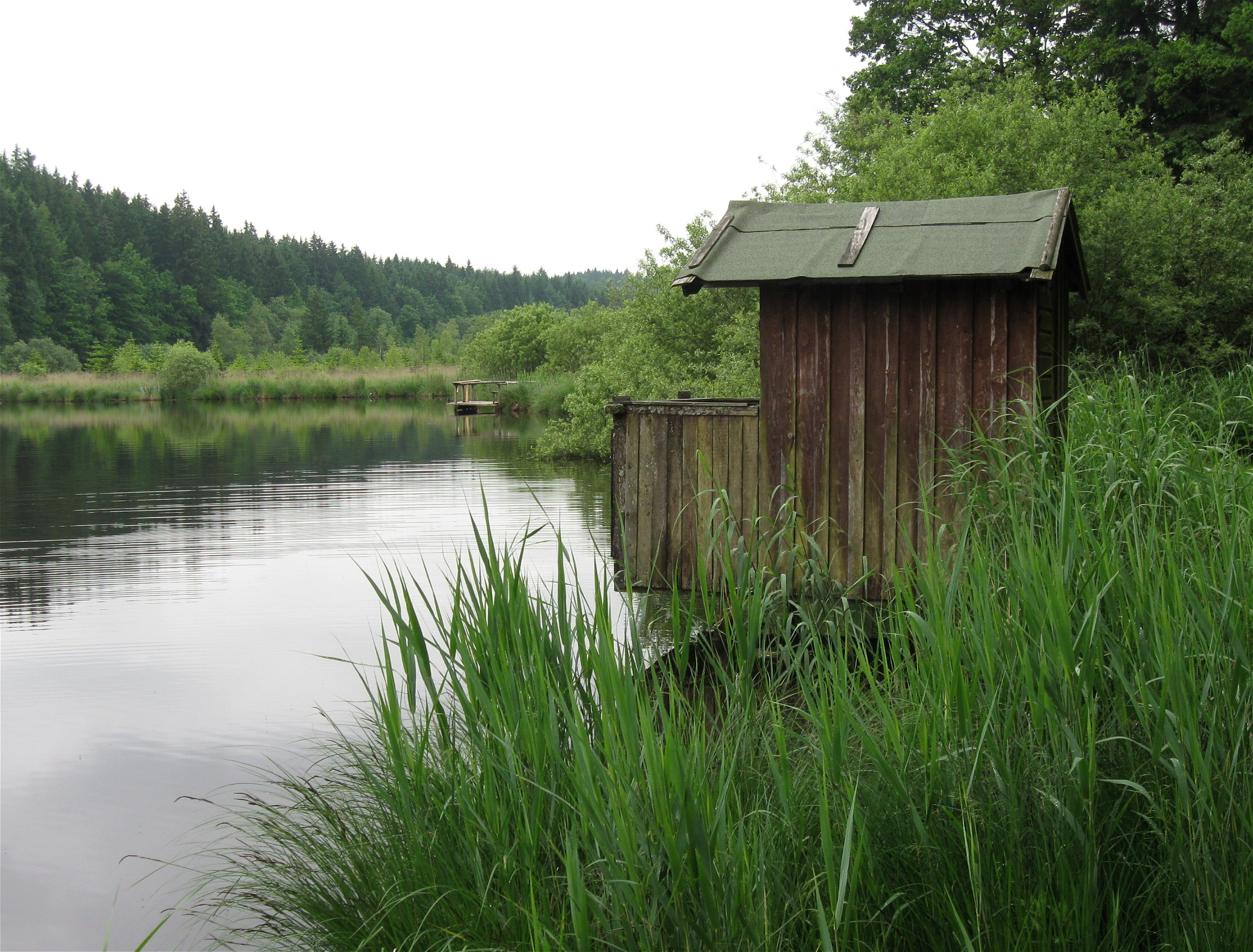
Hồ Deining